# Терещенко, Марк Степанович
Марк Степанович Терещенко  (6 (19) января 1894, с. Ковалиха на Черкащине — 18 июля 1982, Харьков) — украинский советский режиссёр театра и кино. Заслуженный артист УССР (1930).

## Краткая биография
По окончании музыкально-драматической школы Николая Лысенко в Киеве (1914) работал в Молодом Театре Леся Курбаса, в котором возглавил левое крыло. Отстаивая взгляд, что театр — это коллектив и каждый художник — для себя режиссёр, Терещенко 1920 году создал свою экспериментальную студию, в 1921—1925 возглавлял Театр им. Г. Михайличенко, на сцене которого поставил на основе литературных композиций массовые зрелища. В 1925—1926 и 1929—1934 — художественный руководитель Одесского Драматического театра им. Революции, Харьковского театра Революции и др.; поставил пьесы И. Микитенко: «Диктатура» (1929), «Кадры» (1930), «Дело чести» (1931), «Девушки нашей страны» (1933), «Соло на флейте» и «Маруся Чурай» (1934).
В 1940-41 годах художественный руководитель и режиссёр Тернопольского украинского драматического театра имени Ивана Франко. Здесь работал вместе с женой Валентиной Варецкой.
Работал на Одесской и Киевской киностудиях; лучшие фильмы: «Микола Джеря» (по И. Нечуй-Левицкому) и «Вдогонку за судьбой», «Дорогой ценой» (по М. Коцюбинскому, 1927), «Большое горе маленькой женщины» (1929).
Терещенко — автор книг о режиссуре массовых сцен «Искусство представления» (1921), воспоминаний «Сквозь лет Времени» (1974).
В 1945-76 годах преподавал в Харьковском институте культуры.